# Alice Bah Kuhnke
Alice Bah Kuhnke (ur. 21 grudnia 1971 w Malmö) – szwedzka dziennikarka, menedżer i polityk, działaczka Partii Zielonych, od 2014 do 2019 minister kultury, posłanka do Parlamentu Europejskiego IX i X kadencji.

## Życiorys
Urodziła się w rodzinie gambijskiego ojca i szwedzkiej matki. Ukończyła w 2003 nauki polityczne na Uniwersytecie w Sztokholmie
W latach 90. pracowała w mediach, od 1992 do 1997 była związana z publiczną telewizją Sveriges Television, następnie do 2000 z komercyjną stacją TV4, gdzie m.in. prowadziła własny program. Od 2001 do 2004 pracowała na dyrektorskim stanowisku w firmie ubezpieczeniowej Skandia, następnie do 2007 była sekretarzem generalnym organizacji propagującej tzw. sprawiedliwy handel. Później zasiadała we władzach think tanku Sektor3, pracowała w przedsiębiorstwie konsultingowym ÅF, w 2013 objęła stanowisko dyrektora generalnego MUCF, rządowej agencji zajmującej się sprawami młodzieży. Pełniła szereg funkcji w organizacjach pozarządowych i radach doradczych, m.in. została wiceprzewodniczącą szwedzkiego oddziału YMCA-YWCA.
Po wyborach w 2014 w utworzonym przez socjaldemokratów i zielonych mniejszościowym rządzie Stefana Löfvena z rekomendacji drugiego z tych ugrupowań objęła urząd ministra kultury.
W wyborach w 2018 uzyskała mandat posłanki do Riksdagu. W styczniu 2019 zakończyła pełnienie funkcji rządowej. W 2019 została wybrana na deputowaną do Parlamentu Europejskiego IX kadencji. Z powodzeniem ubiegała się o poselską reelekcję w 2024.